# Фердинанд Хелерс
Фердинанд Хелерс (на шведски: Ferdinand Hellers, правилен правопис на фамилията Хелерш) е шведски гросмайстор.

## Биография
Роден е през 1969 година. Носител на гросмайсторско звание от 1987 година. През 1985 г. става европейски шампион за юноши. Най-високи резултати постига в: Амстердам (1 м, 1985 г.), Нествед (1-2 м., 1988 г.), Екшьо (2 м., 1985 г.) и Осло (2-3 м., 1986).

## Участия на шахматни олимпиади
Има две участие на олимпиади.
| Година | Организатор | Отбор  | Класиране (отборно) | Дъска    |
| 1988   | Солун       | Швеция | 12                  | Четвърта |
| 1990   | Нови Сад    | Швеция | 11                  | Втора    |